# Organisation des secours en France
L'Organisation des secours en France se fait dans le cadre de la sécurité civile. Celle-ci, qui comprend aussi bien la sûreté, la protection de la santé face aux accidents quotidiens, les maladies et les catastrophes, naturelles ou non, est explicitement inscrite dans la Constitution française.
L'État français organise donc les secours publics, pour les situations normales (risque quotidien) comme pour les situations d'exception (catastrophes) :
- aide médicale urgente et transport sanitaires ;
- accueil des urgences à l'hôpital ;
- sécurité des populations et prévention des risques  ;
- obligation pour les opérateurs de télécommunications d'acheminer les appels vers les secours publics.

## Organisation des secours par l'État
En France, le réseau de télécommunication achemine gratuitement les appels vers les services de secours publics (téléphones fixes, téléphones mobiles, bornes d'appel d'urgence sur les autoroutes, voies express et sur les quais de gare) ; la gestion des appels est traitée principalement par trois centres :
- le 18, le centre de traitement de l'alerte (CTA) des sapeurs-pompiers chargés des secours dans les incendies, du sauvetage et extraction du danger des victimes d'accidents de toute nature ;
- le 15, le centre de réception et de régulation des appels (CRRA) du service d'aide médicale urgente (SAMU), ou « Centre 15 ». En fait il ne s'agit pas pour ce centre de secours mais de soins urgents ou d'aide médicale urgente. Le SAMU français est un service public de la santé, basé dans les hôpitaux et qui est chargé de recevoir les demandes d'aide médicale urgente et leur trouver une solution médico-sanitaire dans l'urgence exclusivement. Un médecin régulateur a la délégation des autorités de santé pour déclencher et mettre en œuvre toutes les ressources conservatoires du réseau de soins dans le cadre de l'urgence ; il peut ainsi déclencher des hélicoptères ou des plans blancs de catastrophe hospitaliers ou sanitaires ;
- le 17, le numéro d'urgence de la police nationale et de la gendarmerie ;
- le 115, le SAMU social, qui n'est pas un SAMU ni même un service social d'urgence à proprement parler. Il est réservé à l'assistance en urgence ou à la prise en charge de personnes sans abri en danger.

Il faut ajouter à cela le 112, numéro d'urgence européen, qui est habituellement acheminé vers le CTA des sapeurs-pompiers ou le centre 15 du SAMU selon les départements. Il est théoriquement chargé de répondre dans les langues d'Europe et de retransmettre l'alerte aux services concernés. Le 112 est joignable depuis un téléphone mobile, même verrouillé par code PIN, et la communication est acheminée gratuitement. A contrario, les numéros 15, 17, 18 ne sont pas nécessairement reconnus comme numéro d'urgence par le réseau mobile et peuvent être facturés.

## Les secours organisés par la nation
On dispose également de services publics de secours à personnes ; des entreprises privées et des personnels libéraux participent à ce service public :
- les médecins généralistes ;
- les ambulanciers privés, en relation avec le SAMU ;
- les associations agréées de sécurité civile comme la Fédération nationale de protection civile (FNPC), la Croix-Rouge française et la Fédération française de sauvetage et de secourisme ;
- les sapeurs-pompiers (y compris médecins, pharmaciens et infirmiers sapeurs-pompiers), pour les situations à risque ;
- le SAMU ;
- les structures mobiles d'urgence et de réanimation (SMUR) : ce sont des ambulances hospitalières avec un médecin, un infirmier et un ambulancier, qui sont en fait de véritables hôpitaux de campagne.

On confond souvent SAMU et SMUR ; le SAMU est une administration qui gère les appels et les transports de victimes, le SMUR est une unité hospitalière mobile qui dépend du SAMU. D'autres acteurs participent également à la protection des sites : police, gendarmerie, fonctionnaires de l'Équipement (DDE), sociétés d'autoroute, EDF-GDF (risques électriques et gaz), SNCF (trains), les associations de secourisme.

## L'organisation normale des secours
Chaque standard téléphonique (15, 17, 18) a sa spécialité :
- les risques (incendies, fuites de gaz) , situations d'accident (accidents de la circulation) et de pollution, les secours d'urgence aux personnes pour les sapeurs-pompiers ;
- les problèmes de santé pour le SAMU, malaise, accident de personne, etc. ;
- les troubles de l'ordre public pour la police et la gendarmerie.

Les services sont interconnectés, c'est-à-dire que l'alerte passée à l'un des trois standards est répercutée vers le service concerné si nécessaire. Il est d'ailleurs fréquent d'appeler le 18 et que le sapeur-pompier passe directement le SAMU ; ou bien d'appeler le SAMU et de voir les sapeurs-pompiers arriver. En cas d'accident de la route, on voit fréquemment intervenir de concert les sapeurs-pompiers, la police et un véhicule hospitalier alors que l'on n'a appelé qu'un seul numéro.
Lorsque l'on compose le "18", un sapeur-pompier du CTA répond et analyse la demande en posant les questions essentielles. Selon le motif ou le lieu de la demande de secours:
- soit il déclenche d'emblée les moyens sapeurs-pompiers situés dans la caserne la plus proche du lieu où se trouve la victime, puis en informe le centre 15 qui assure par la suite la régulation médicale de l'intervention ;
- soit il transfère l'appel au centre 15 si la mission n'est pas une mission directement sapeur-pompier (si ce n'est pas un "départ réflexe").

Lorsque l'on compose le "15", le SAMU évalue la situation et décide des moyens à envoyer :
- s'il s'agit d'un "départ réflexe" pour les sapeurs-pompiers, le centre 15 appelle alors le "18" pour qu'un véhicule de secours et d'assistance aux victimes (VSAV) prenne en charge la victime ;
- s'il ne s'agit pas d'une mission sapeur-pompier, le centre 15 décide de la réponse à apporter selon l'état de santé et l'urgence de la situation .

Il convient donc, lorsqu'on appelle, de garder son calme, de donner le maximum d'informations et d'attendre les questions et les conseils de l'interlocuteur avant de raccrocher et de laisser sa ligne téléphonique libre au cas où les secours aient besoin de recontacter pour des compléments d'information. 
Les réponses du SAMU peuvent donc être :
- de simples conseils, si la situation est peu grave et qu'elle peut être gérée par l'entourage de la victime; il peut aussi être conseillé d'aller voir un médecin de ville ;
- l'envoi d'un médecin de garde (la nuit ou les week-ends), ou l'injonction à la personne de se rendre dans une « maison médicale » (dispositif en cours d'essai, regroupant des médecins dans un lieu donné pour assurer des soins pendant la période de garde) ;
- de demander aux proches de la victime de l'amener aux urgences de l'hôpital ;
- l'envoi d'une ambulance privée pour assurer les premiers soins et transporter la victime vers l'hôpital ou une structure de soin ;
- l'envoi d'un véhicule de premiers secours des pompiers (VSAV) pour assurer les premiers soins et le transport vers l'hôpital ;
- l'envoi d'une équipe médicale d'urgence (SMUR ou médecin + infirmier sapeur-pompier) pour commencer des soins intensifs sur place.

Tout ce qui concerne le devenir des victimes (la régulation médicale) est assurée par le Centre 15, c'est lui qui décide du devenir des victimes au vu des bilans qui lui sont transmis par les témoins ou les secours sur place.
Il est fréquent que les témoins ou les victimes soient frustrés de la réponse faite par l'interlocuteur, par exemple, on s'attend à voir débarquer l'ambulance toutes sirènes hurlantes (comme dans les films) et à la place, on a simplement un conseil par téléphone du type « gardez la personne au chaud et emmenez-là chez le médecin » (seuls 30 % des appels au SAMU sont suivis d'une intervention) ; il faut être conscient que la situation paraît toujours une urgence lorsque l'on est impliqué mais qu'il vaut peut-être mieux attendre deux heures chez soi la venue du médecin de garde ou deux heures dans une salle d'attente d'un médecin généraliste, que de passer deux heures aux urgences de l'hôpital.

## L'organisation exceptionnelle des secours
En cas de circonstances exceptionnelles, l'État a mis en place des plans particuliers de protection. L'organisation se fait en fonction de l'ampleur et l'urgence du phénomène :
- urgence limitée à une personne ou à un groupe de personnes réduit, action particulière (ex : enlèvement de journaliste) ;
- urgence force et/ou groupe important de personnes concernées, plan spécifique (ex : dispositif ORSEC, déclaration de catastrophes naturelles, etc.).

Listes des plans de secours organisé par l'État (liste non exhaustive):
- inondation ;
- destruction des récoltes: déclaration de catastrophe naturelle ;
- incident nucléaire.

## Sources
- la constitution et notamment le préambule à la constitution de 1946 qui y est annexé articles 11 et 12, la déclaration des droits de l'homme et du citoyen (1789) article 2
- déclaration universelle des droits de l'homme (1948), un des traités internationaux qu'a ratifié la France, articles 3, 22 et 25
- le code de la santé publique, « Chapitre préliminaire : Droits de la personne » (articles L1110-1 et suivants)
- le référentiel sur l'organisation du secours à personnes et l'aide médicale urgente
- la partie « Textes législatifs » de l'article sur l'aide médicale urgente
- Code de la sécurité intérieure, Livre VII : Sécurité Civile
- la partie « Textes législatifs » de l'article sur les sapeurs-pompiers
- autorité de régulation des télécommunications — Décision n° 2017-1251 du 10 novembre 2017 modifiant la liste des numéros d'urgence devant être acheminés gratuitement par les opérateurs de communications électroniques , NOR : NOR: ARTX1731351S (JORF n°0263 du 10 novembre 2017 texte n°105)

## Liens
- site officiel des sapeurs-pompiers de France
- Service départemental d'incendie et de secours  de la  Charente-Maritime (SDIS 17)